# هاري ويليامسون (موسيقي)
هاري ويليامسون (بالإنجليزية: Harry Williamson)‏ هو موسيقي بريطاني، ولد في 12 مايو 1950.

## وصلات خارجية
- هاري ويليامسون على موقع ميوزك برينز (الإنجليزية)
- هاري ويليامسون على موقع أول ميوزيك (الإنجليزية)
- هاري ويليامسون على موقع ديسكوغز (الإنجليزية)